# Leona (Kansas)
Leona és una població dels Estats Units a l'estat de Kansas. Segons el cens del 2000 tenia 88 habitants.

## Demografia
Segons el cens del 2000, Leona tenia 88 habitants, 29 habitatges, i 20 famílies. La densitat de població era de 566,3 habitants/km².
Dels 29 habitatges en un 34,5% hi vivien nens de menys de 18 anys, en un 31% hi vivien parelles casades, en un 27,6% dones solteres, i en un 31% no eren unitats familiars. En el 24,1% dels habitatges hi vivien persones soles el 3,4% de les quals corresponia a persones de 65 anys o més que vivien soles. El nombre mitjà de persones vivint en cada habitatge era de 3,03 i el nombre mitjà de persones que vivien en cada família era de 3,4.
Per edats la població es repartia de la següent manera: un 34,1% tenia menys de 18 anys, un 6,8% entre 18 i 24, un 35,2% entre 25 i 44, un 10,2% de 45 a 60 i un 13,6% 65 anys o més.
L'edat mediana era de 29 anys. Per cada 100 dones de 18 o més anys hi havia 107,1 homes.
La renda mediana per habitatge era de 12.143 $ i la renda mediana per família de 23.750 $. Els homes tenien una renda mediana de 24.375 $ mentre que les dones 11.250 $. La renda per capita de la població era de 8.211 $. Entorn del 40% de les famílies i el 58,4% de la població estaven per davall del llindar de pobresa.

## Poblacions més properes
El següent diagrama mostra les poblacions més properes.